# André Lallemand
André Lallemand (* 29. September 1904 in Cirey-lès-Pontailler; † 24. März 1978 in Paris) war ein französischer Astronom. Er war Direktor des Institut d’Astrophysique de Paris und 1961 bis 1974 Professor für experimentelle Methoden der Astronomie am Collège de France.
Lallemand studierte an der Universität Straßburg und war dort ab 1925 Assistent am Observatorium, damals geleitet von Ernest Esclangon. Er war in Straßburg auch am Labor von Pierre-Ernest Weiss und erhielt 1927 seine Agrégation in Physik. Dann war er Assistent von André Danjon am Straßburger Observatorium, der 1929 Esclangon als Leiter ablöste. Zunächst war er Hilfsastronom (aide-astronome), dann ab 1938 astronome-adjoint. Im Zweiten Weltkrieg wurde er zunächst mit der Universität Straßburg nach Clermont-Ferrand exiliert und 1943 folgte er Danjon ans Observatorium von Paris. 1953 wurde er dort zum Astronomen ernannt. Er wurde 1961 Professor am Collège de France und folgte Danjon als Direktor des Instituts für Astrophysik in Paris.
Lallemand ist für die Entwicklung von elektronischen Kameras mit Photomultipliern in der Astronomie bekannt. Erste Vorschläge dazu machte er schon 1933 (caméra Lallemand genannt). Unterbrochen vom Krieg nahm er die Entwicklung 1949 wieder auf mit ersten so erstellten Fotos in den 1950er Jahren.
1929 war er mit Danjon und Rougier auf einer Reise zur Beobachtung der totalen Sonnenfinsternis in Indochina, wobei die ersten Infrarotfotos der Korona der Sonne entstanden.
1962 erhielt er die Eddington-Medaille. 1961 wurde er Mitglied der Académie des sciences, die einen Preis nach ihm benannte. Von 1960 bis 1962 war er Präsident der Société astronomique de France. Der Mondkrater Lallemand trägt seinen Namen.